# ユセフ・ハッサン
ユセフ・ハッサン（1996年5月24日 - ）はカタールのサッカー選手。ポジションはGK。アル・ガラファSC所属。

## 経歴
2013-14シーズンまでビジャレアルCFのU-19チームに所属した経験を持つ。
2015年1月、KASオイペンに期限付き移籍をした。しかし、出場機会はなくローン終了ともにカタールに帰国。クラブ加入後は2016-17シーズンよりアル・ガラファSCの正守護神としてゴールを守り、特に同シーズンはわずか1試合に欠場したのみであった。

### 代表
2018年9月7日の中国代表との親善試合でA代表デビュー。
2022 FIFAワールドカップの本大会メンバーに選出された。代表では第3GKに位置している。

## 代表歴

### 出場大会
- カタール代表
  - 2022 FIFAワールドカップ

### 試合数
- 国際Aマッチ 10試合 0得点（2018年-2021年）[4]

| カタール代表 | 国際Aマッチ | 国際Aマッチ |
| 年           | 出場        | 得点        |
| ------------ | ----------- | ----------- |
| 2018         | 7           | 0           |
| 2019         | 0           | 0           |
| 2020         | 0           | 0           |
| 2021         | 3           | 0           |
| 通算         | 10          | 0           |